# Фірмен Нгребада
Фірмен Нгребада (фр. Firmin Ngrébada, нар. 24 травня 1968) — чинний прем'єр-міністр Центральноафриканської республіки з 25 лютого 2019 року. Був призначений після підписання мирної угоди між урядом та 14 озброєними групами, щоб спробувати припинити насильство в умовах тривалої громадянської війни. Він також керував делегацією Центральноафриканської республіки у переговорах з підписання мирної угоди.
Нгребада — випускник університет Бангі.
В 2008—2013 роках працював в уряді Франсуа Бозізе. Обіймав посаду заступника директора кабінету при Сімплісе Саранджі, коли Саранджі був директором кабінету, а Фостен-Аршанж Туадера — прем'єр-міністром. Потім він став очільником кабінету Центральноафриканської республіки та начальником апарату президента.